# Club Atletisme Olesa

 lloc_web = http://www.CAO.cat/
El Club Atletisme Olesa és un club d'atletisme de la ciutat d'Olesa de Montserrat. Està afiliat a la Federació Catalana d'Atletisme.
Durant els seus any de vida ha organitzat nombroses competicions atlètiques, com el Cros d'Olesa, la Cursa del Foc, la Collbatonina o el Campionat Escolar d'Olesa.